# Tian Dan
Tián Dān (xinès tradicional: 田單, xinès simplificat: 田单) va ser un general militar i un membre de la casa reial de Qi. Després que el regne va ser gairebé destruït pel Rei Min de Qi en el 284 aC, va ajudar a recuperar el seu territori i a restaurar al fill del rei. Més tard va lluitar contra el nòmades Beidi, ja fóra en el llunyà nord o contra algunes d'aquestes persones que vivien o eren entre els territoris dels estats xinesos.